# Белые акулы
Бе́лые аку́лы, или аку́лы-людое́ды (лат. Carcharodon) — род хрящевых рыб (Chondrichthyes) семейства сельдевых акул (Lamnidae).

## Эволюция
Ранее в качестве предков современных белых акул часто рассматривали гигантских ископаемых акул, таких как мегалодон, которых обычно включали в состав рода Carcharodon.
Согласно другой точке зрения, белые акулы сближаются с акулами-мако (Isurus). В качестве близкого родственника белых акул рассматривался ископаемый вид Isurus escheri из Северной Атлантики, а более отдалённым предком считался Isurus hastalis.
В 2012 году был описан новый ископаемый вид Carcharodon hubbelli из верхнего миоцена Перу, имеющий возраст около 6—8 млн лет. Этот вид рассматривается как переходная форма между Carcharodon hastalis (= Isurus hastalis) и современной белой акулой, а родство белых акул с Isurus escheri признаётся более отдалённым.

## Классификация
В состав рода Carcharodon включаются виды:
- † Carcharodon hastalis
- † Carcharodon hubbelli
- .. Carcharodon carcharias — Белая акула